# Frank DiLeo
Frank Michael DiLeo (Pittsburgh, 23 de outubro de 1947 - Los Angeles, 24 de agosto de 2011) foi um ator, executivo e empresário musical americano..
Como ator, DiLeo atuou em filmes como Goodfellas (BRASIL: Os Bons Companheiros / PORTUGAL: Tudo Bons Rapazes) de Martin Scorsese e Wayne's World 2 (BRASIL: Quanto Mais Idiota Melhor) mas a notoriedade de Frank DiLeo ocorreu quando foi o empresário de Michael Jackson por cinco anos (de 1984 até 1989 ).
Trabalhou em gravadoras como CBS Records, Epic Records, RCA Records, Bell Records, chegando a ocupar o posto de executivo em algumas ao qual ajudou a desenvolver a carreira de bandas e artistas como: Culture Club, Cyndi Lauper, REO Speedwagon, Quiet Riot, The Clash, entre outras.